# Oligosita brevifringiata
Oligosita brevifringiata är en stekelart som beskrevs av Yousuf och Shafee 1988. Oligosita brevifringiata ingår i släktet Oligosita och familjen hårstrimsteklar. Inga underarter finns listade i Catalogue of Life.